# NBA-Draft 2017
Der NBA-Draft 2017 fand am 22. Juni 2017 im Barclays Center in Brooklyn, New York statt. In zwei Draftrunden konnten sich die 30 NBA-Teams die Rechte an 60 Nachwuchsspielern aus der Collegeliga NCAA und dem Ausland sichern.
Bei der Draft-Lotterie am 16. Mai 2017 wurde die endgültige Auswahlreihenfolge ermittelt. Bei dieser gewichteten Lotterie nahmen die 14 Mannschaften teil, die sich nicht für die Playoffs der Saison 2016/17 qualifizieren konnten. Die Brooklyn Nets gewannen die Lotterie, mit einer 25,0 %-Chance auf den ersten Pick, treten aber ihr Draftrecht an die Boston Celtics ab, vor den Los Angeles Lakers und den Sacramento Kings, die ihr Draftrecht mit den Philadelphia 76ers tauschen mussten. Wenige Tage vor dem Draft einigten sich die Celtics und Sixers auf einen Tausch ihrer Picks. Als Favoriten für den ersten Pick galten der Combo Guard Markelle Fultz von der University of Washington und der Guard Lonzo Ball von der UCLA, sowie der Combo Forward Jayson Tatum von der Duke University.
Alle Spieler, die sich zum Draft anmeldeten, mussten unabhängig von Schulabschluss oder Nationalität vor dem 31. Dezember 1998 geboren sein. Wenn sie kein „internationaler Spieler“ waren, musste zwischen dem Tag der Anmeldung und dem letzten High-School-Jahr mindestens ein Jahr vergangen sein.
Der erste Pick des Drafts wurde erwartungsgemäß Markelle Fultz, dahinter folgten Lonzo Ball und Jayson Tatum. Isaiah Hartenstein wurde als einziger Deutscher an 43. Stelle von den Houston Rockets ausgewählt.

## Runde 1
Abkürzungen: PG = Point Guard, SG = Shooting Guard, SF = Small Forward, PF = Power Forward, C = Center; Fr. = Freshman, So. = Sophomore, Jr. = Junior, Sr. = Senior 
| Pick | Spieler           | Position | Nationalität              | Franchise                                                     | vorheriges Team/College    |
| ---- | ----------------- | -------- | ------------------------- | ------------------------------------------------------------- | -------------------------- |
| 1    | Markelle Fultz    | PG/SG    | Vereinigte Staaten        | Philadelphia 76ers (von Brooklyn via Boston)                  | Washington (Fr.)           |
| 2    | Lonzo Ball        | PG       | Vereinigte Staaten        | Los Angeles Lakers                                            | UCLA (Fr.)                 |
| 3    | Jayson Tatum      | SF       | Vereinigte Staaten        | Boston Celtics (von Sacramento via Philadelphia)              | Duke (Fr.)                 |
| 4    | Josh Jackson      | SF       | Vereinigte Staaten        | Phoenix Suns                                                  | Kansas (Fr.)               |
| 5    | De’Aaron Fox      | PG       | Vereinigte Staaten        | Sacramento Kings (von Philadelphia)                           | Kentucky (Fr.)             |
| 6    | Jonathan Isaac    | SF/PF    | Vereinigte Staaten        | Orlando Magic                                                 | Florida State (Fr.)        |
| 7    | Lauri Markkanen   | PF/C     | Finnland                  | Minnesota Timberwolves (nach Chicago getradet)                | Arizona (Fr.)              |
| 8    | Frank Ntilikina   | PG       | Frankreich                | New York Knicks                                               | Strasbourg IG              |
| 9    | Dennis Smith, Jr. | PG       | Vereinigte Staaten        | Dallas Mavericks                                              | North Carolina State (Fr.) |
| 10   | Zach Collins      | C        | Vereinigte Staaten        | Sacramento Kings (von New Orleans nach Portland getradet)     | Gonzaga (Fr.)              |
| 11   | Malik Monk        | SG       | Vereinigte Staaten        | Charlotte Hornets                                             | Kentucky (Fr.)             |
| 12   | Luke Kennard      | SG       | Vereinigte Staaten        | Detroit Pistons                                               | Duke (So.)                 |
| 13   | Donovan Mitchell  | SG       | Vereinigte Staaten        | Denver Nuggets (nach Utah getradet)                           | Louisville (So.)           |
| 14   | Bam Adebayo       | PF       | Vereinigte Staaten        | Miami Heat                                                    | Kentucky (Fr.)             |
| 15   | Justin Jackson    | SF       | Vereinigte Staaten        | Portland Trail Blazers (nach Sacramento getradet)             | North Carolina (So.)       |
| 16   | Justin Patton     | C        | Vereinigte Staaten        | Chicago Bulls (nach Minnesota getradet)                       | Creighton (Fr.)            |
| 17   | D. J. Wilson      | PF/SF    | Vereinigte Staaten        | Milwaukee Bucks                                               | Michigan (Jr.)             |
| 18   | T. J. Leaf        | PF       | Israel Vereinigte Staaten | Indiana Pacers                                                | UCLA (Fr.)                 |
| 19   | John Collins      | PF       | Vereinigte Staaten        | Atlanta Hawks                                                 | Wake Forest (So.)          |
| 20   | Harry Giles       | PF/C     | Vereinigte Staaten        | Portland Trail Blazers (von Memphis nach Sacramento getradet) | Duke (Fr.)                 |
| 21   | Terrance Ferguson | SF/SG    | Vereinigte Staaten        | Oklahoma City Thunder                                         | Adelaide 36ers             |
| 22   | Jarrett Allen     | C        | Vereinigte Staaten        | Brooklyn Nets (vom Washington)                                | Texas (Fr.)                |
| 23   | OG Anunoby        | SF       | Vereinigtes Königreich    | Toronto Raptors (von LA Clippers)                             | Indiana (So.)              |
| 24   | Tyler Lydon       | PF/SF    | Vereinigte Staaten        | Utah Jazz (nach Denver getradet)                              | Syracuse (So.)             |
| 25   | Anžejs Pasečņiks  | C        | Lettland                  | Orlando Magic (von Toronto nach Philadelphia getradet)        | CB Gran Canaria            |
| 26   | Caleb Swanigan    | PF       | Vereinigte Staaten        | Portland Trail Blazers (von Cleveland)                        | Purdue (So.)               |
| 27   | Kyle Kuzma        | PF       | Vereinigte Staaten        | Brooklyn Nets (von Boston nach LA Lakers getradet)            | Utah (Jr.)                 |
| 28   | Tony Bradley      | C        | Vereinigte Staaten        | Los Angeles Lakers (von Houston nach Utah getradet)           | North Carolina (Fr.)       |
| 29   | Derrick White     | PG       | Vereinigte Staaten        | San Antonio Spurs                                             | Colorado (Sr.)             |
| 30   | Josh Hart         | SG       | Vereinigte Staaten        | Utah Jazz (von Golden State nach LA Lakers getradet)          | Villanova (Sr.)            |

## Runde 2
| Pick | Spieler             | Position | Nationalität       | Team                                                                   | vorheriges Team/College |
| ---- | ------------------- | -------- | ------------------ | ---------------------------------------------------------------------- | ----------------------- |
| 31   | Frank Jackson       | PG       | Vereinigte Staaten | Charlotte Hornets (von Atlanta via Brooklyn nach New Orleans getradet) | Duke (Fr.)              |
| 32   | Davon Reed          | SG       | Vereinigte Staaten | Phoenix Suns                                                           | Miami (Sr.)             |
| 33   | Wesley Iwundu       | SG       | Vereinigte Staaten | Orlando Magic (von LA Lakers)                                          | Kansas State (Sr.)      |
| 34   | Frank Mason III     | PG       | Vereinigte Staaten | Sacramento Kings (von Philadelphia via New Orleans)                    | Kansas (Sr.)            |
| 35   | Ivan Rabb           | PF       | Vereinigte Staaten | Orlando Magic (nach Memphis getradet)                                  | California (So.)        |
| 36   | Jonah Bolden        | PF       | Australien         | Philadelphia 76ers (von New York via Utah)                             | KK FMP Belgrad          |
| 37   | Semi Ojeleye        | SF       | Vereinigte Staaten | Boston Celtics (von Minnesota via Phoenix)                             | SMU (Sr.)               |
| 38   | Jordan Bell         | PF/SF    | Vereinigte Staaten | Chicago Bulls (von Sacramento nach Golden State)                       | Oregon (So.)            |
| 39   | Jawun Evans         | PG       | Vereinigte Staaten | Philadelphia 76ers (von Dallas)                                        | Oklahoma State (So.)    |
| 40   | Dwayne Bacon        | SG/SF    | Vereinigte Staaten | New Orleans Pelicans (nach Charlotte getradet)                         | Florida State (So.)     |
| 41   | Tyler Dorsey        | SG       | Griechenland       | Atlanta Hawks (von Charlotte Hornets)                                  | Oregon (So.)            |
| 42   | Thomas Bryant       | C        | Vereinigte Staaten | Utah Jazz (von Detroit nach LA Lakers getradet)                        | Indiana (So.)           |
| 43   | Isaiah Hartenstein  | PF/C     | Deutschland        | Houston Rockets (von Denver)                                           | Žalgiris Kaunas         |
| 44   | Damyean Dotson      | SG       | Vereinigte Staaten | New York Knicks (von Chicago)                                          | Houston (Sr.)           |
| 45   | Dillon Brooks       | SG       | Kanada             | Philadelphia 76ers (von Miami nach Philadelphia getradet)              | Oregon (Sr.)            |
| 46   | Sterling Brown      | SG       | Vereinigte Staaten | Houston Rockets (von Miami via Atlanta)                                | SMU (Sr.)               |
| 47   | Ike Anigbogu        | PF       | Vereinigte Staaten | Indiana Pacers                                                         | UCLA (Fr.)              |
| 48   | Sindarius Thornwell | SG       | Vereinigte Staaten | Milwaukee Bucks (nach LA Clippers getradet)                            | South Carolina (Sr.)    |
| 49   | Vlatko Čančar       | SF       | Slowenien          | Denver Nuggets (von Memphis)                                           | KK Mega Basket          |
| 50   | Mathias Lessort     | PF/C     | Frankreich         | Philadelphia 76ers (von Atlanta)                                       | Nanterre 92             |
| 51   | Monte Morris        | PG       | Vereinigte Staaten | Denver Nuggets (von Oklahoma City)                                     | Iowa State (Sr.)        |
| 52   | Edmond Sumner       | PG       | Vereinigte Staaten | New Orleans Pelicans (von Washington)                                  | Xavier (Jr.)            |
| 53   | Kadeem Allen        | SG       | Vereinigte Staaten | Boston Celtics (von Cleveland)                                         | Arizona (Sr.)           |
| 54   | Alec Peters         | SF       | Vereinigte Staaten | Phoenix Suns (von Toronto)                                             | Valparaiso (Sr.)        |
| 55   | Nigel Williams-Goss | PG       | Vereinigte Staaten | Utah Jazz                                                              | Gonzaga (Jr.)           |
| 56   | Jabari Bird         | SG       | Vereinigte Staaten | Boston Celtics (von LA Clippers)                                       | California (Jr.)        |
| 57   | Aleksandar Vezenkov | PF       | Bulgarien          | Brooklyn Nets (von Boston)                                             | FC Barcelona            |
| 58   | Ognjen Jaramaz      | PG       | Serbien            | New York Knicks (von Houston)                                          | KK Mega Basket          |
| 59   | Jaron Blossomgame   | SF       | Vereinigte Staaten | San Antonio Spurs                                                      | Clemson (Sr.)           |
| 60   | Alpha Kaba          | C        | Frankreich         | Atlanta Hawks (von Golden State)                                       | KK Mega Basket          |